# Orthonychiurus rectopapillatus
Orthonychiurus rectopapillatus is een springstaartensoort uit de familie van de Onychiuridae. De wetenschappelijke naam van de soort is voor het eerst geldig gepubliceerd in 1933 door Stach.